# Коджаков, Рамазан Сулейменович
Рамазан Сулейменович Коджаков (род. 1 февраля 1995) — российский самбист и дзюдоист, чемпион России и мира по самбо среди юношей, призёр первенств России по дзюдо среди кадетов и юниоров, призёр розыгрышей Кубков Европы среди кадетов и юниоров по дзюдо, призёр первенства Европы по дзюдо среди кадетов, призёр чемпионата мира по самбо, мастер спорта России по самбо и дзюдо. Тренировался под руководством А. Х. Акбаева. На внутрироссийских соревнованиях представлял Карачаево-Черкесию. По дзюдо выступал в полулёгкой весовой категории (до 66 кг). В 2014 году участвовал в эстафете Олимпийского огня. На чемпионате мира по самбо 2021 года, представляя Бахрейн, стал бронзовым призёром. В августе 2022 года стал бронзовым призёром Игр исламской солидарности в Турции.